# Nothomyia lopesi
Nothomyia lopesi är en tvåvingeart som först beskrevs av Lindner 1935.  Nothomyia lopesi ingår i släktet Nothomyia och familjen vapenflugor. Inga underarter finns listade i Catalogue of Life.